# Нейроэкономика
Нейроэконо́мика (англ. neuroeconomics) — междисциплинарное направление в науке на пересечении предметов экономической теории, нейробиологии и психологии. Она изучает процесс принятия решений при выборе альтернативных вариантов, распределении риска и вознаграждения. Нейроэкономика использует экономические модели для изучения мозга и достижения нейробиологии для построения экономических моделей.

## Методы нейроэкономики
В настоящее время основными методами нейроэкономики являются:
- неинвазивные методы — функциональная магнитно-резонансная томография (фМРТ) и транскраниальная магнитная стимуляция мозга.
- инвазивные — регистрация активности нейронов животных, исследование пациентов с нарушениями нервной системы.
- биохимические и генетические (молекулярно-биологические) методы исследований — изучение влияния генов и гормонов на принятие решений.
- поведенческие исследования животных — сравнительные исследование процессов принятия решений у человека и животных

В целом, нейроэкономика изучает механизмы принятия решения на разных уровнях сложности: генном, нейрональном, структурно-анатомическом, функциональном, организменном и социальном.

## Основы нейроэкономики

### Базовая модель
Отправной концепцией нейроэкономики послужила модель принятия простейших перцептивных решений (перевода взгляда обезьяной в сторону доминирующего движения точек на экране монитора), предложенная М. Шадленом и В. Ньюсамом.
Согласно данной «диффузной модели» процесс перцептивных решений начинается с нейронов-детекторов, получающих информацию («доказательства») о возможных альтернативах. Далее информация поступает к нейронам-интеграторам, накапливающим её во времени и собственно принимающим решение. Чем больше информации интегратор получает от специализированных детекторов, тем сильнее он активируется, при этом подавляя с помощью тормозных синапсов активность нейронов-интеграторов, программирующих альтернативное решение. В целом, активность системы интеграторов отражает разность между доказательствами в пользу каждой из альтернатив. Решение принимается тогда, когда уровень активности (частота разрядов) одного из нейронов-интеграторов превышает «порог принятия решений».
Первые нейроэкономические исследования механизмов перцептивных решений показали наличие подобных нейронов-интеграторов в височных областях коры мозга обезьян (LIP).

### Кодирование субъективной ценности решения
Классическая экономическая теория предполагает, что принятие решения о выборе той или иной альтернативы происходит рационально и зависит от уровня субъективной ценности/полезности (utility).
Теория максимизации ожидаемой полезности предполагает, что каждый индивид стремится максимизировать выгоду, выбирая альтернативу с наибольшей ожидаемой полезностью. Традиционно, на построение моделей принятия решения накладывается ограничение трудности выразить полезность в абсолютных единицах. Нейроэкономика пытается преодолеть данное ограничение, постулируя, что полезность (субъективная ценность) может быть объективно описана значением усредненной активности специализированных популяций нейронов, в первую очередь, ряда областей дофаминергической системы: прилежащего ядра (nucleus accumbens) и орбитофронтальной коры. Более того, нейроэкономические исследования показали, что субъективная ценность при выборе альтернатив кодируются нейронами прилежащего ядра, а сравнение и интеграция субъективных ценностей происходит в орбитофронтальной коре .
Результаты нейроэкономических исследований повлияли на возникновение нейромаркетинга — области нейроэкономики, сфокусированной на механизмах принятия решений потребителями и изучении влияния маркетинга.

### Роль эмоций в принятии решений
Одной из ключевых тем нейроэкономики является изучение роли эмоций в процессах принятия решений.
Антуан Бешара и Антонио Дамацио  исследовали пациентов с разрушенными областями мозга (орбитофронтальной коры и миндалины), вовлеченных в формирование эмоциональных реакций.
Исследования показали, что такие пациенты, несмотря на относительно высокий коэффициент интеллекта, страдают серьёзными нарушениями принятия решений. Более того, данные исследования показали, что осознание лучшей альтернативы не означает её принятия: пациенты с нарушением эмоций, осознавая наличие оптимального решения, выбирали худшее решение из-за отсутствия эмоциональной реакции на собственные предыдущие ошибки. Нейроэкономика активно исследует взаимодействие эмоциональных и рациональных нейробиологических механизмов принятия решений в рамках теории «Дуализма принятия решения». Так нейроэкономические исследования временного дисконтирования, самоконтроля, реакций на несправедливость в «Игре в Ультиматум» и при решении моральных дилемм показали, что в зависимости от того, относительная активность лимбических (островковая кора, прилежащее ядро, цингулярная кора и др.) или когнитивных (дорсолатеральная префронтальная кора и др.) областей мозга выше, решение будет принято эмоционально (Система 1) либо рационально (Система 2).
В целом рациональная система мозга дает возможность принять оптимальные решения, при условии наличия достаточного времени, а эмоциональная система позволяет принимать более быстрые и обычно вполне адекватные решения.

### Социальное и экономическое взаимодействие
Одной из важных задач нейроэкономики является изучение нейробиологических основ социального и экономического взаимодействия с помощью т. н. стратегических игр, моделирующих социальные взаимоотношения и способы принятия индивидуальных решений при взаимодействии двух и более индивидов. Среди наиболее популярных стратегических игр, используемых в нейроэкономике, стоит отметить «Игру в Ультиматум», «Дилемму заключенного», «Доверие», «Повторяющаюся дилемму заключенного».
В наиболее популярной стратегической игре «Дилемма заключённого»  поведение партнёров может быть как некооперативным, когда партнёр действует исключительно из своих интересов, невзирая на результат, полученный другим партнёром, так и кооперативным, когда один партнёр учитывает интересы другого, возможно, в ущерб своим интересам. Нейробиологические исследования показали, что одностороннее некооперативное поведение партнёра активирует островковую кору игрока, а взаимное кооперативное поведение активирует орбитофронтальную кору и прилежащее ядро . Более того, уровень реакции прилежащего ядра на кооперацию партнера предсказывает дальнейшую кооперацию игрока в последующих раундах игры. В целом, принятие решения о кооперации обусловлено активностью орбитофронтальной коры и прилежащего ядра, областей, вовлеченных в кодирование субъективные ценности поведения.
Другая линия исследований была сосредоточена на нейробиологических механизмах, которые находятся под влиянием гормона и нейротрансмиттера окситоцина. В экспериментах, проведенных под руководством Пола Зака, было продемонстрировано влияние окситоцина на альтруистичное поведение человека. Участники эксперимента передавали деньги незнакомцам, которые могли как поделиться полученным вознаграждением, так и оставить его себе. Содержание окситоцина в крови имело положительную корреляцию с вознаграждением и также предсказывало вероятность возврата полученных денег участнику эксперимента. Помимо этого была установлена каузальная связь между назальной инъекцией спрея с окситоцином и альтруистичным поведением испытуемых в экспериментах с процедурой, описанной ранее.

### Эволюционные подходы нейроэкономики
Нейроэкономика активно использует сравнительные эволюционные подходы, исследуя сходства и различия механизмов принятия решения у человека и животных.
Экономическое поведение человека может быть упрощенно рассмотрено как форма кормодобывательного поведения. Поэтому вполне логично исследовать сходство экономики человека и кормодобывательного поведения животных, попытавшись объяснить некоторые закономерности экономического поведения человека эволюционными адаптациями вида Homo sapiens.
Классическая биологическая теория оптимального фуражирования утверждает, что выбор пищи животными зависит от двух главных факторов: времени на поиск пищи и времени на её обработку: при этом животные стремятся максимизировать скорость потребления энергии, получаемой из пищи.
Нейроэкономика показывает, что кормодобывательному поведению животных свойственны ряд особенностей экономики человека.
Так элегантная «Теория биологических рынков» предполагает, что отношения в группе животных, нацеленные на достижение выгоды, подчиняются экономическим закону спроса и предложения. Таким образом, спрос и предложение влияют на «цену» услуг в биологическом сообществе: уменьшение числа особей, предоставляющих блага, увеличивает их ценность.
Примером таких биологических рыночных отношений может служить «оборот» перебора шерсти (груминга) в стае бабуинов , где цена общения с юными бабуинами, выраженная в груминге их родителей, зависит от количества молодняка в стае.
Самка с малышом может начать своеобразную торговлю — разрешить поиграть с малышом взамен получения груминга. И здесь включается режим спроса и предложения — если в стае мало молодняка, то самка получает много груминга, если молодняка много, то цена и, соответственно, объём груминга снижается.
Согласно теории биологических рынков существуют важные «рыночные» факторы эволюционного отбора, обуславливающие естественный отбор и наследование новых свойств, позволяющих эффективно адаптироваться в условиях рыночных отношений, то есть биологический рынок создает определенное эволюционное давление.
Примером высокоразвитых биологических рынков являются взаимоотношения рыб-чистильщиков (labroides dimidiatus) и их клиентов — рыб того же ареала, с кожи которых эти рыбки удаляют паразитов. Рыбка-чистильщик — поставщик услуг, а клиент потребляет их услуги .
Различают три типа клиентов: резиденты, рыбы живущие рядом со «станцией», путешественники, легко меняющие станцию чистки и хищники, способные съесть чистильщика. Интересно, что у чистильщиков складываются разные отношения к разным типам клиентов. Порой клиенты выстаиваются в очередь у «станции» чистильщика, ожидая получения услуги. По сравнению с резидентами, путешественников редко заставляют ждать и обманывают, например, выкусывая вместо паразита кусок кожи. Более того, чистильщики никогда не обманывают клиентов-хищников, способных отомстить.
Система чистильщик-клиент является примером высокоорганизованного биологического рынка и напоминает отношения потребитель-продавец в экономике человека.
Интересные экспериментальные нейроэкономические исследования поведения обезьян (капуцинов и шимпанзе) убедительно продемонстрировали наличие биологической и эволюционной основы экономических отношений человека, проявляющейся у приматов в искусственно созданной среде экономического обмена.
Так обезьяны демонстрирует сходные с людьми реакции на изменение цены и формирование предпочтений (избегание потерь — loss aversion, фрейминг эффект — framing effect, эффект владения — endowment effect), кооперацию и реакции на несправедливое распределение благ (отказ от получения блага в случае его несправедливого распределения в пользу постороннего участника эксперимента; отсутствие ярко выраженной реакции на несправедливое распределение блага в пользу члена собственной группы). В целом исследования показали, что некоторые аспекты иррационального поведения человека прослеживаются и у приматов, что свидетельствует об их генетической и эволюционной обусловленности.
В США действует Центр нейроэкономических исследований при университете Клэрмон (Калифорния), Центр исследований нейроэкономики при Университете Джорджа Мэйсона (Виргиния); организована Стэнфордская летняя школа нейроэкономики.
Среди крупнейших специалистов в области нейроэкономики можно выделить П. Глимчера, А. Рангела, Р. Мантегю, К. Камерера, Д. Лейбсона, К. Маккейба, П. Зака. Российские нейроэкономисты: Василий Ключарёв.
В 2004 г. создана профессиональная организация ученых, занимающихся Н. — Ассоциация нейропсихоэкономики.
Курс по нейроэкономике в России был впервые проведен в 2011 г — Курс по Нейроэкономике Архивная копия от 31 октября 2020 на Wayback Machine.